# Museu Gardiner
El Museu Gardiner és el museu nacional de ceràmica del Canadà. Es troba al Parc de la Reina, al sud del carrer Bloor de Toronto, enfront del Museu Reial d'Ontario. L'estació de metro més propera és el Museu.
Va ser fundat en 1984 per George R. Gardiner i la seva esposa Helen Gardiner i dissenyat per Keith Wagland. El museu ha estat descrit com un "joier dels tresors de la ceràmica". El Museu Gardiner es va sotmetre a una renovació de $ 20 milions. El propòsit de la recent renovació i ampliació en 2006 va ser per millorar la circulació i augmentar l'espai per exhibir les col·leccions permanents. L'estructura es compon d'una façana de pedra calcària revestida amb cristall i columnes de granit negre i s'estén cap al carrer pel que és més visible per a la gent.
La seva col·lecció permanent és de més de 2.900 peces, inclou obres de l'Amèrica antiga, del Renaixement Italià, Inglés Delftware, porcellana xinesa i japonesa, porcellana europea, i una galeria d'art contemporani. A més de les col·leccions permanents, el museu realitza tres exposicions temporals a l'any.

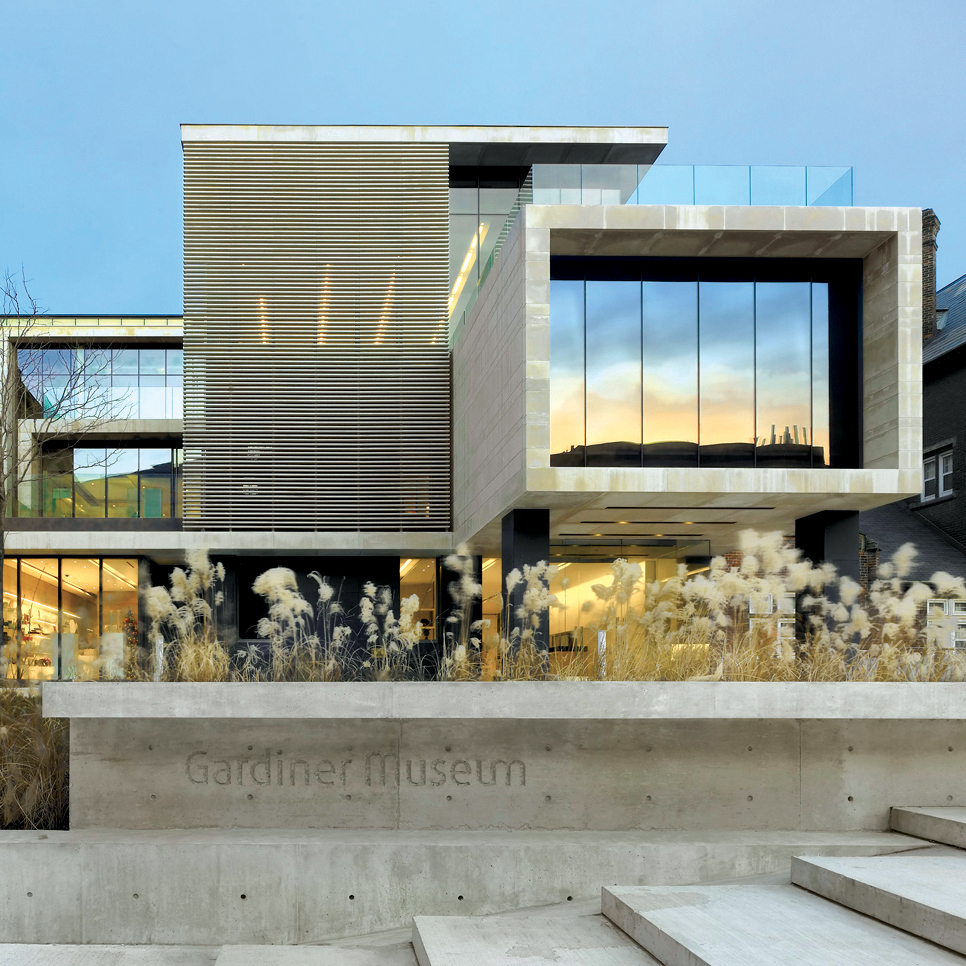
Vista del museu
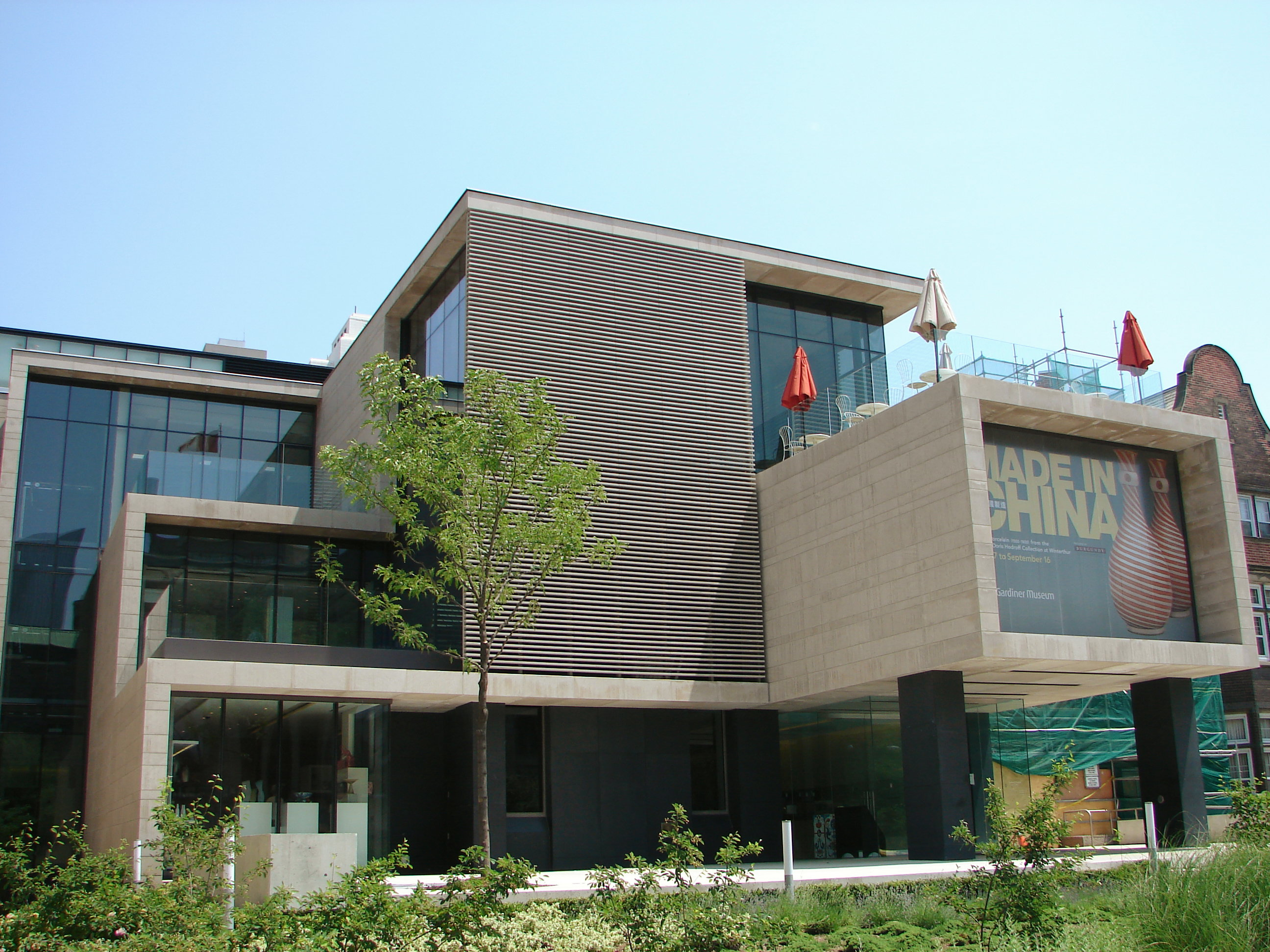
Front del museu
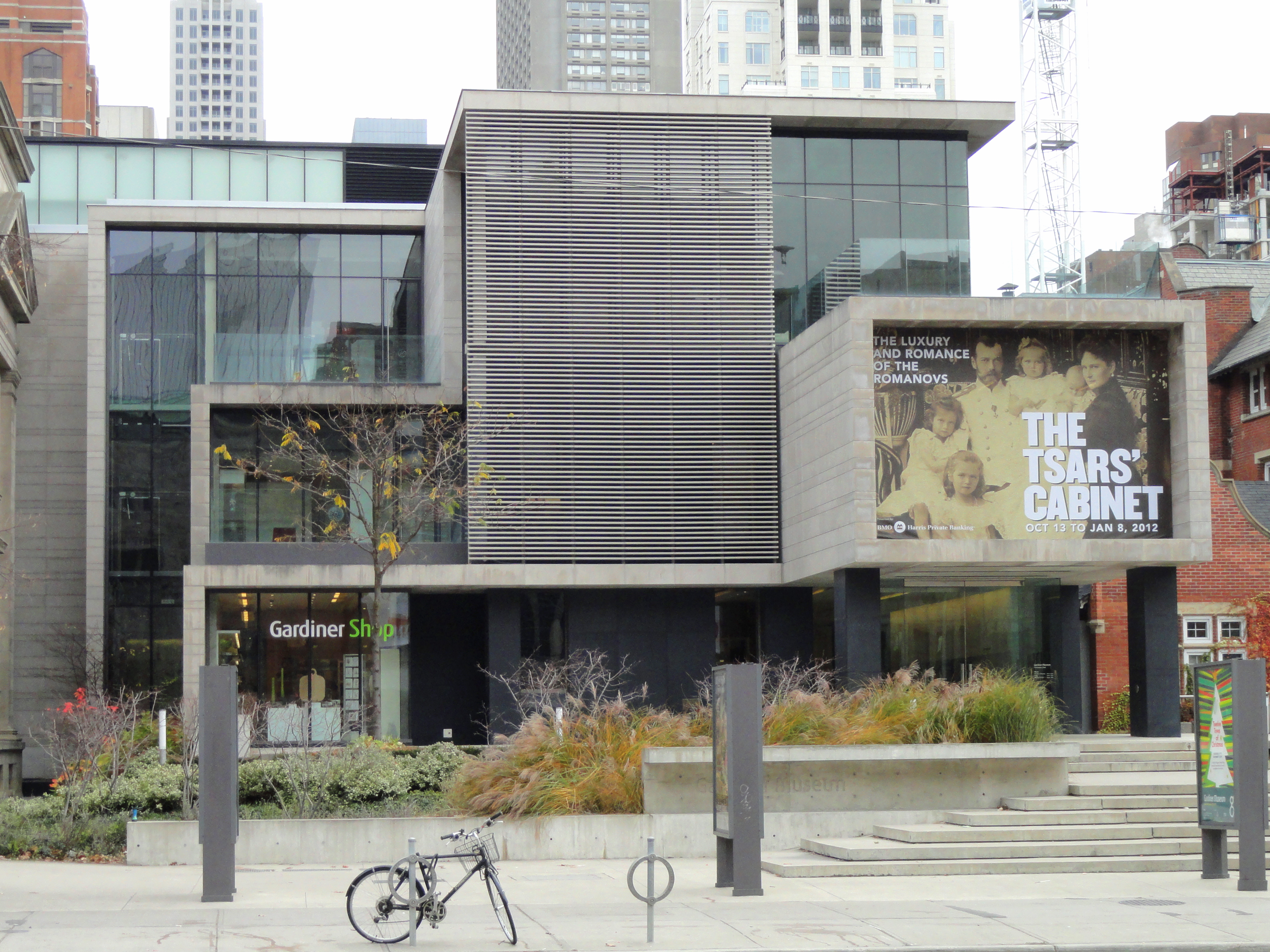
El museu en 2011